# Opération Pacer HO
L’Opération Pacer HO, qui se déroula en 1977, est une opération de l'Armée de l'air américaine qui avait pour but d'incinérer l'agent orange stocké sur l'Atoll Johnston à bord du navire hollandais M/T Vulcanus. "HO" est l'abréviation d'« Herbicide Orange ». Cette opération fait suite à l'opération Pacer IVY (en) de 1972 (IVY pour InVentorY), une mission du Ministère de la Défense visant à recenser, collecter, réunir, remettre en fût, retirer d'Asie du Sud-est et stocker l'agent orange.

## Étude préliminaire
L'élimination de l'Herbicide Orange en vertu de l'Opération Pacer HO devait commencer à l'automne 1974, mais en raison de divers retards de l'Environmental Protection Agency (EPA) et de restrictions budgétaires de l'Armée de l'Air, elle fut repoussée jusqu'à l'automne 1976. Le travail a alors été terminé sur le tambour broyeur, ainsi que la zone de travail de l'Atoll Johnston pour le transfert de l'agent orange depuis les barils de 55 gallons vers un camion-citerne R-5, et plus tard pour le transfert vers le bateau incinérateur. L'activité de remise en baril avait commencé le 30 septembre 1974. Pour essayer de se débarrasser de l'agent orange stocké sur l'Atoll Johnston et à Gulfport, dans le Mississippi, une tentative avait été faite pour filtrer la 2,3,7,8-tétrachlorodibenzo-p-dioxine (TCDD) en utilisant des filtres à charbon de bois de noix de coco, afin que les agents puissent être réutilisés ou revendus. Les 12 filtres cylindriques utilisés à Gulfport contenaient environ 13,20 grammes du contaminant TCDD. Ils furent transférés sur l'Atoll Johnston le 8 décembre 1976 et stockés dans le Bunker 785 en attendant la décision finale. Bien que l'élimination de la TCDD ait été un succès, celle des filtres créait un problème dépassant la technologie d'alors.

## Élimination de l'agent orange

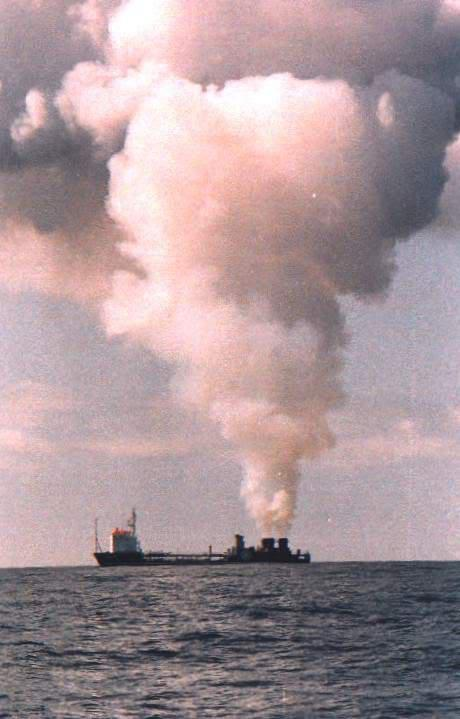
Le M/T Vulcanus brûle l'agent orange pendant l'Opération Pacer HO.

Le 26 avril 1977, l'EPA a émis un permis de recherche pour brûler les 15 000 fûts d'agent orange de Gulfport en juillet 1977. La modification de l'installation de remise en fûts, la mise en place des services et des communications nécessaires et le repositionnement du soutien logistique (c'est-à-dire de camions-citernes R-5, chariots élévateurs et équipements de protection individuelle) furent réalisés en mai et en juin, en préparation pour l'opération de remise en fûts.
De mai à juin 1977, plus de 50 employés de la Force Aérienne des cinq United States Air Force CLSS (Combat Logistics Support Squadrons) en Service d'Affectation Temporaire (Temporary Duty Assignment) au chantier de la base de Battalion (Seabee) de Gulfport, ont transféré plus de 800 000 litres d'herbicide orange stockés en fûts dans des wagons-citernes, qui ont ensuite été transférés sur le Vulcanus à quai.
Le Vulcanus, avec son équipage de 18 ressortissants étrangers et son chargement d'agent orange de Gulfport, est arrivé à l'Atoll Johnston le 10 juillet 1977. L'équipement de surveillance transporté par avion à l'Atoll Johnston par la Société TRW de Redondo Beach, en Californie, a été immédiatement installé. De la nourriture, de l'eau douce et 30 985 gallons de diesel ont été tirés des stocks de l'Atoll Johnston. Le Vulcanus est parti pour le lieu d'incinération (15°45'-17°45' de longitude Nord, 171°30'-173°30' de latitude ouest) avec sept contrôleurs et un représentant de l'EPA à bord. L'incinération débuta à 00 h 30 (en temps universel) le 15 juillet 1977.
Une mission a été envoyée le 21 juillet 1977 par transport aérien spécial pour appuyer l'opération. L'avion partit de la base aérienne d'Hickam pour l'Atoll Johnston avec une configuration spéciale pour 80 passagers, amenant 61 nouveaux employés pour l'opération de vidage des fûts. 29 personnes déjà sous contrat sur l'atoll y ont également participé. Le Vulcanus a terminé l'incinération de l'agent orange de Gulfport le 24 juillet 1977, et est revenu s'amarrer à l'Atoll Johnston le 26 juillet 1977 à 01h30. Un deuxième transport aérien spécial a quitté l'atoll le 26 juillet 1977 à 16h15, avec des échantillons de gaz d'échappement prélevés à partir de la première incinération. Sa destination était la base aérienne Wright-Patterson, dans l'Ohio, où l'Université d'État Wright a analysé les échantillons afin de déterminer l'efficacité de la destruction de la TCDD présente dans l'agent orange.
Dans l'intervalle et après deux jours de comptes rendus, les représentants de l'EPA accordèrent le 27 juillet 1977 la permission de sortir des barils l'agent orange stocké à Johnston Atoll. Cette autorisation précisait que seule la moitié de la capacité du Vulcanus pourrait être chargée sans autorisation formelle de l'EPA, car si les données de la première incinérations ne répondaient pas aux spécifications de l'EPA, la seconde moitié du navire devrait être chargée avec du diesel pour brûler un mélange de 50 % d'agent orange et de 50 % de diesel. Au cours de la première combustion, l'incinérateur fut éteint par un liquide inconnu et un nuage de gaz d'échappement enveloppa le navire. Pour assurer qu'aucun préjudice ne soit porté à l'équipage ou aux surveillants, 26 personnes ont suivi des examens médicaux complets au dispensaire de Johnston Atoll pendant que le navire était en cours de chargement pour la deuxième "fournée".
Basé sur l'analyse des gaz d'échappement des échantillons de la première incinération de l'Agent Orange, un permis fut émis le 4 août 1977, autorisant ainsi l'incinération du reste de l'agent orange à Johnston Atoll. Le chargement de la deuxième moitié de l'agent orange sur le Vulcanus était terminé, et il prit la mer à 18h30 6 août 1977 ; la deuxième incinération débuta à 09h00 le 7 août 1977. 30,875 gallons de diesel avaient été chargés pour ce voyage. Après la fin de la deuxième incinération, le Vulcanus est retourné à Johnston Atoll 17 août 1977 à 18h30.
Le chargement des derniers barils d'herbicide a été terminé le 23 août 1977 à 19h20, un total de 24 795 fûts ayant été chargés à cette date. Le Vulcanus partit pour la troisième combustion et l'incinération finale débuta à 18h00 le 24 août 1977. 24,170 gallons de diesel avaient été fournis par l'Atoll Johnston. La troisième incinération fut achevée le 3 septembre 1977 à 21h50, et le Vulcanus regagna l'atoll le jour suivant.
Le Vulcanus prit le large une fois de plus à partir de 6-8 septembre 1977, afin de brûler le diesel qui avait été utilisé pour rincer l'agent orange restant dans ses cuves et pour vider l'eau de mer également utilisée pour le rinçage des cuves. 11 716 gallons de diesel ont été fournis pour ce voyage. Le nettoyage de la zone de stockage et l'élimination de l'arrimage sur lequel les barils avait été stockés a été terminé le 12 septembre 1977.